# Windows NT 3.5x
Windows NT 3.5 et 3.51 sont les 2e et 3e versions du système d'exploitation pour serveur de Microsoft, Windows NT. Windows NT 3.5 est sorti le 21 septembre 1994 et supporte l'architecture 32-bit x86 et les architectures 64-bit Alpha et MIPS; la version 3.51, sortie le 30 mai 1995, ajoute le support PowerPC et une interopérabilité avec Windows 95.

## Windows NT 3.5
Windows NT 3.5 d'abord connu sous son nom de code Daytona, fut la seconde version de Windows NT et est sorti le  21 septembre 1994.
Ce fut la première version de Windows NT qui adopta le nom Windows NT Workstation et Windows NT Server pour cette édition. Les éditions de la dernière version de Windows NT, Windows NT 3.1, portaient le nom Windows NT et Windows NT Advanced Server. La capture d'écran publiée était celle de la version Windows NT Workstation.
Windows NT 3.5 incluait un nouvel écran de démarrage, au lieu d'une fenêtre noire à l'apparence du DOS et l'interface évolua vers celle de Windows for Workgroups 3.11 pour maintenir une certaine unicité entre les deux systèmes d'exploitation. Cette version incluait aussi un support de l'OLE (object linking and embedding) bien meilleur et plus efficace qu'auparavant, tout en consommant moins de mémoire.